# Wuxiang
Wuxiang (chinesisch 武乡县, Pinyin Wǔxiāng Xiàn) ist ein chinesischer Kreis der bezirksfreien Stadt Changzhi der Provinz Shanxi. Die Fläche beträgt 1.614 Quadratkilometer und die Einwohnerzahl 155.386 (Stand: Zensus 2020).